# Rechtsdidaktik
Rechtsdidaktik ist die Wissenschaft vom Lehren und Lernen des Rechts und der Rechtswissenschaften. Je nach dem Gegenstand der wissenschaftlichen Betrachtung werden auch andere Begriffe verwendet. In Deutschland und im deutschen Sprachkreis allgemein hat dieser Wissenschaftszweig sich erst in den letzten Jahren zunehmend entwickelt, im englischsprachigen Ausland findet er traditionell mehr Beachtung.

## Begriffe und Abgrenzungen

### Didaktik der Rechtskunde
Rechtskunde als einzelthemen- oder einzelfallbezogenes kursorisches Informationswissen ohne Verständnis der Begründungen und Zusammenhänge sowie ohne methodische Fähigkeit zur Rechtsermittlung, -anwendung und -fortentwicklung (Bergmans) bildet den Kerngegenstand der Rechtsdidaktik, die aber insbesondere mit Blick auf Methodenkompetenzen und Wissenschaftlichkeit deutlich darüber hinausgeht. Rechtskunde-Didaktik findet vor allem im Schulbereich sowie bei Recht im Nebenfach an Hochschulen primäre Anwendung.

### Didaktik der Rechtswissenschaft
Da an Hochschulen nicht nur Recht, sondern auch Rechtswissenschaft gelehrt wird, beschäftigt die Rechtsdidaktik sich grundsätzlich auch mit diesem Teilbereich. Allerdings ist in dieser speziellen Perspektive bislang wenig geforscht worden; vielmehr wird insbesondere aus der universitären Warte meist Rechtswissenschaftsdidaktik mit Rechtsdidaktik gleichgesetzt.

### Juristenausbildung
Rechtsdidaktische Fragestellungen werden traditionell fast ausschließlich im Kontext der Juristenausbildung behandelt, womit in Deutschland die klassische universitäre Ausbildung zum Einheits-Volljuristen gemeint ist. Die Beschäftigung mit der Juristenausbildung ist allerdings weitestgehend auf curriculare und organisatorische Aspekte beschränkt und aus dieser Perspektive wird die Rechtsdidaktik meist nicht als Bestandteil, sondern als Ergänzung, nämlich als thematisch auf den Aspekt der Lehr-Lern-Methodik beschränkt. Dagegen wird eingewandt, dass sich beide Themenbereiche weitgehend überschneiden, es aber rechtsdidaktische Fragestellungen gebe, die nicht zur Juristenausbildung zählen (z. B. Didaktik von Recht im Nebenfach) und umgekehrt (z. B. in Deutschland die Notwendigkeit des zweiten Staatsexamens als Voraussetzung zur Anwaltszulassung).

### Rechtspädagogik
Rechtspädagogik als Wissenschaft von der Erziehung zum Recht bzw. rechtmäßigen Verhalten wurde in der älteren Literatur als umfassender bzw. übergeordnet zum Lehren und Lernen des Rechts betrachtet, in der aktuellen Sichtweise werden beide getrennt, so dass die Rechtspädagogik als komplementär zur Rechtsdidaktik zu betrachten ist.

## Entwicklung

### Deutschland
Da Rechts- bzw. Staatskunde an Schulen in Deutschland keine große Bedeutung hat, hat auch die diesbezügliche Fachdidaktik wenig Beachtung gefunden. 
Im Hochschulbereich hat es in den 1960er- und 1970er-Jahren parallel zur Entwicklung einer allgemeinen Hochschuldidaktik eine erste intensivere Beschäftigung mit didaktischen Fragestellungen gegeben. Allerdings ist dies weitgehend folgenlos geblieben, so dass Diskussionen sich fast ausschließlich mit der Juristenausbildung beschäftigt haben.
Erst seit ca. 2010 hat sich ein etwas breiterer Kreis von Hochschullehrerinnen und -lehrern wieder mit wissenschaftlichem Anspruch mit rechtsdidaktischen Fragestellungen beschäftigt, was in regelmäßigen Fachtagungen und wissenschaftlichen Publikationen zum Ausdruck kommt. Es fehlt aber immer noch ein breiteres Interesse seitens der Lehrenden und entsprechend eine stärkere Berücksichtigung rechtsdidaktischer Erkenntnisse in der Hochschullehre.
Als forschungsaktive Institute sind insbesondere zu erwähnen:
- Kompetenzzentrum für juristisches Lehren und Lernen, Universität zu Köln
- Institut für Rechtsdidaktik, Universität Passau
- Institut für Rechtsdidaktik und -pädagogik, Westfälische Hochschule (Recklinghausen)
- Zentrum für rechtswissenschaftliche Fachdidaktik, Universität Hamburg

### Entwicklung außerhalb Deutschlands
In Kontinentaleuropa hat die Rechtsdidaktik ähnlich wenig Beachtung gefunden wie in Deutschland. In Österreich veranstaltet die Universität Salzburg seit 2014 Fachtagungen zur Rechtsdidaktik. Ein grenzüberschreitender europäischer Austausch findet kaum statt, das 2004 gegründete European Journal of Legal Education wurde nach wenigen Jahren wieder eingestellt.
Im englischsprachigen Ausland finden didaktische Fragestellungen (meist unter dem Oberbegriff ‚legal education‘, gelegentlich auch im engeren Sinne als ‚legal pedagogy‘ bezeichnet) mehr Beachtung, was sich in einer ganzen Reihe von Fachzeitschriften niederschlägt.